# Zimreddi von Sidon
Zimreddi (auch Zimridda; mein Beschützer ist Hadad (Westsemitisch)) war der Bürgermeister von Sidon in der Amarna-Zeit um 1350 v. Chr. Er ist aus verschiedenen Amarna-Briefen bekannt. Bei den sogenannten Amarna-Briefen handelt es sich um die internationale Korrespondenz der Herrscher im Nahen Osten, die an den ägyptischen Königshof gerichtet war. Die Briefe sind auf Tontafeln in Keilschrift auf Akkadisch verfasst. Akkadisch war die internationale Sprache dieser Zeit. Die Briefe fanden sich durch Zufall am Ende des 19. Jahrhunderts in Amarna, das zur fraglichen Zeit die Hauptstadt Ägyptens war, und erhielten wegen des Fundortes ihren Namen.
Zimreddi ist der einzige aus den Briefen bekannte Bürgermeister aus Sidon. Die Briefe decken einen Zeitraum von etwa 20 Jahren ab und er mag deshalb die ganze Zeit im Amt gewesen sein. Zimreddi ist von zwei eigenen Briefen (EA 144, EA 145) bekannt. In dem ersten Brief (EA 144), der an den ägyptischen König gerichtet ist, der aber namentlich nicht erwähnt wird, bestätigt Zimreddi, dass eine aus Ägypten gesandte Dienerin gesund sei. Ferner berichtet er von der Ankunft von Bogenschützen, die der ägyptische König gesandt hatte, offensichtlich um Zimreddi und seine Stadt in einem Krieg zu unterstützen. In dem Brief berichtet Zimreddi, dass der Krieg gegen ihn sehr ernst sei. Der zweite Brief ist nicht gut erhalten und war nicht an den ägyptischen König, sondern an jemanden anderen gerichtet. Er beginnt damit, dass Zimreddi bestätigt, dass es ihm gut gehe, was wiederum eher ungewöhnlich ist. Auch hier wird von einem schweren Krieg berichtet.
Zimreddi wird mehrmals in den Briefen von Rib-Addi, dem Herrscher von Byblos genannt. Dort erfährt man, dass sich Zimreddi mit Abdi-Aširta (ein Fürst von Amurru) verbündet hatte und von Rib-Addi abfiel. Abdi-Aširta scheint eine aggressive Politik geführt zu haben und griff zusammen mit seinen Söhnen mehrere Nachbarn an. Ferner erfährt man, dass Zimreddi sich gegen Abi-Milki, den Herrscher von Tyros gewandt hatte.